# Taurini

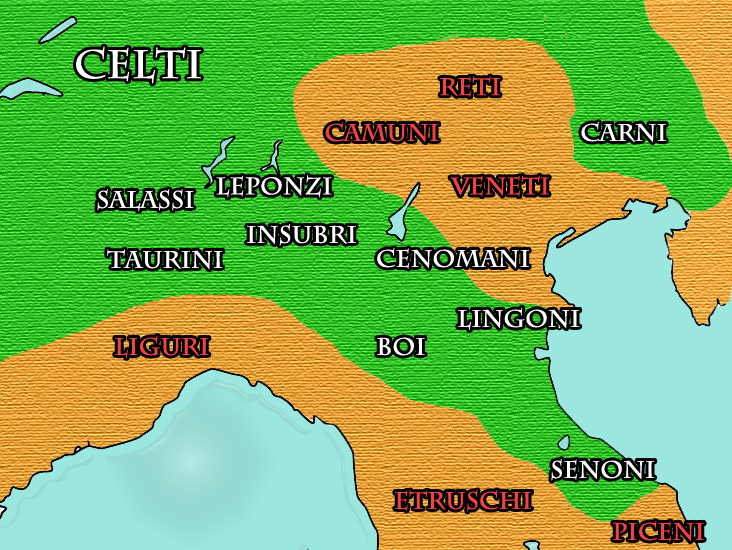
populațiile din Galia cisalpina

Taurinii au fost un vechi trib celto-liguric din Alpi, care au ocupat valea superioară a râului Po, în centrul Piemontului de astăzi. În 218 î.Hr., au fost atacați de către Hannibal, deoarece aliații săi au fost cei din tribul Insubres. Taurinii și cei din tribul Insubres au avut un conflict de lungă durată. Orașul lor capitală (Taurasia) a fost capturat de forțele lui Hannibal, după un asediu de trei zile . Ca popor sunt foarte rar menționați în istorie. Se crede că o colonie romană a fost înființată în 27 î.Hr. cu numele "Castra Taurinorum", iar apoi "Julia Augusta Taurinorum" (astăzi Torino). Livius (v. 34) și Strabon (IV. p. 209) când vorbesc despre țara de Taurini, includ una dintre trecătorile din Alpii, ceea ce indică o utilizare mai largă a numelui în trecut.